# 用户粘度
使用者黏著度（英语：Customer Stickiness）是描述一個人對於特定產品或服務的使用程度，是衡量用户對於該事物的忠誠指標，他對於整個產品或服務的品牌有著重要的作用。

## 使用者黏著度的表現形式
1. 用戶的回頭率、用戶使用產品或服務的次數。
2. 用戶在產品或服務使用上的時間長度。
3. 用戶對於產品或服務的深入程度，是在認真使用，還是匆匆略過。
4. 用戶與產品或服務的互動程度。